# Antoni Noguera i Parés
Antoni Noguera i Parés (Manlleu, 1 de maig de 1926 - Saragossa, 22 d'agost de 2001) fou un futbolista català de les dècades de 1940 i 1950.

## Trajectòria
Jugava d'extrem, tant per la banda dreta com per l'esquerra. Es formà a l'Acció Católica de Vilassar de Dalt, al CE Vilassar i al CE Premià, fins que la UE Vic es fixà en ell i l'incorporà al seu planter. El 1947 fou fitxat pel FC Barcelona, juntament amb Salvador Sagrera.
Jugà dues temporades al club blaugrana, disputant 20 partits en els quals marcà 7 gols (9 partits i 2 gols de lliga). El 1949 fitxà pel Reial Saragossa, on jugà quatre temporades, dues a Segona Divisió i dues més a Primera. Disputà 101 partits, dels quals 50 a Primera (33 gols marcats, 13 a Primera).
El 1953 fitxà pel València CF, començant la temporada com a titular, però aviat va perdre la confiança i acabà al filial CD Mestalla. Acabada la temporada signà pel CE Castelló i el 1955 ingressà a la UE Lleida, on jugà dues temporades. Acabà la seva carrera a l'Arenas de Saragossa. Jugà un partit amb la selecció catalana de futbol l'any 1948.

## Palmarès
- Lliga espanyola:
  - 1947-48, 1948-49
- Copa Llatina:
  - 1948-49
- Copa Eva Duarte:
  - 1948-49
- Copa espanyola:
  - 1953-54